# Nitocris I

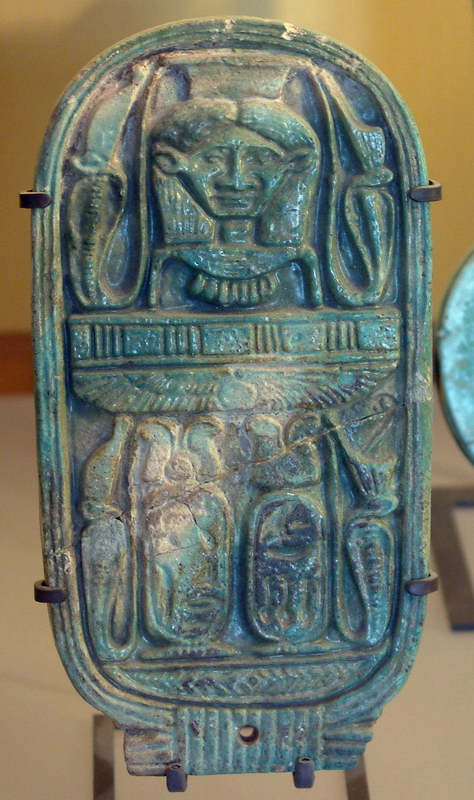
Tapa de caja con la inscripción: Nitocris, Divina adoratriz de Amón.

Nitocris, cuyo nombre de Sa-Ra era Netikeret meritmut, reinó como esposa del dios o adoratriz de Amón entre el año 655 a. C. y el 584 a. C., fecha de su muerte, con el nombre de Nebetneferumut. Fue la única esposa del dios que adoptó un nombre de Horus, Uret.
Era la hija del faraón Psamético I, que en el 656 a. C. envió una gran flota a Tebas para obligar a la entonces esposa del dios, Shepenupet II, hija de Pianjy, el faraón del Alto Egipto, a adoptar a Nitocris como heredera, lo que se recogió en la llamada estela de la Adopción. Compartió el título con Amenardis II hasta el año 640 a. C.
Cuando ya tenía ochenta años adoptó como sucesora a su sobrina Ankhnesneferibre, hija de Psamético II.
Su tumba está en Medinet Habu.

## Laestela de la adopción
Una estela a menudo llamada la «estela de la adopción», fue descubierta en 1897 por Georges Legrain en Karnak y trasladado al Museo de El Cairo. Está realizada con granito rojo y mide aproximadamente 6 pies (1,8 m) de alto y 4,5 pies (1,4 m) de ancho.
El comienzo de la inscripción se ha perdido, pero el resto sigue con una inscripción relatando que el faraón Psamético I cuenta a la corte su intención de entregar a su hija a Amón para ser una esposa de Dios. Psamético reconoce que la actual esposa del Dios, Shepenupet II, hija del faraón Pianjy de la Dinastía XXV, ya tenía una heredera en la hija de Taharqo, Amenirdis II, que estaba oficiando como Divina Adoratriz de Amón. Psamético pretendía obligar a Shepenupet a adoptar a Nitocris como heredera, de esta manera suplantando a Amenirdis II en la sucesión.
La corte alabó la decisión del faraón y, «en el año 9 de su reinado, primer mes de la primera estación, día 28» (una fecha identificada con el 2 de marzo del 656) Nitocris se fue de Sais a Tebas en una flotilla real liderada por el almirante y nomarca de Heracleópolis Magna, Sematawytefnakht.
Después de dieciséis días la flotilla alcanzó Tebas, cuya población aclamó la llegada de la princesa. Tanto Shepenupet II como Amenirdis II se encontraron con Nitocris. Fue adoptada formalmente y ambas estuvieron conformes en entregarle sus propiedades (e, indirectamente, a Psamético I).
Entonces la estela relata una lista muy detallada con todas las donaciones cotidianas (principalmente comida) a Nitocris por parte de varios oficiales como el alcalde de Tebas, Mentuemhat, y su familia, del sacerdocio de Amón que en aquella época estaba liderada por el Sumo sacerdote de Amón, Harkhebi, así como del rey y muchos templos de toda la Tierra.

### Importancia
Shepenupet II y Amenirdis II fueron el último vestigio de la desaparecida XXV Dinastía, y aun así sostuvieron la más alta posición de poder en el sur y prácticamente controlaban la totalidad del Alto Egipto. Psamético I eligió no quitar del cargo, a la fuerza, a la Esposa del Dios, – una acción que habría sido impopular – pero al obligarla a adoptar a su hija como sucesora, de esta manera aseguraba el futuro control del Alto Egipto, así como recibiendo un considerable número de propiedades y otros bienes: más allá de la «fachada» de la adopción de Nitocris, la estela de facto lo que cuenta es la reunificación del Alto y el Bajo Egipto bajo la égida de Psamético, después de siglos de fragmentación.